# Lista de canções número um na Brasil Hot 100 Airplay em 2011

O artista brasileiro Luan Santana ficou por mais tempo e teve o maior número de canções no topo da Brasil Hot 100 Airplay, totalizando oito meses — sete dos quais foram consecutivos — e cinco faixas no primeiro lugar da tabela musical.

Esta é uma lista de canções que atingiram o número um da tabela musical Brasil Hot 100 Airplay em 2011. A lista é publicada mensalmente pela revista Billboard Brasil, que divulga as cem faixas mais executadas nas estações de rádios do país a partir de dados recolhidos pela empresa Crowley Broadcast Analysis. As músicas, de repertório nacional e internacional e de variados gêneros, são avaliadas através da grade da companhia supracitada, que compreendia até então as cidades de São Paulo, Rio de Janeiro, Campinas, Ribeirão Preto, Brasília, Belo Horizonte, Curitiba, Porto Alegre, Recife, Salvador, Fortaleza e Florianópolis, além da região do Vale do Paraíba.
Em 2011, um conjunto de quatro artistas e sete canções alcançaram o primeiro lugar do periódico musical. O brasileiro de música sertaneja Luan Santana obteve a maior quantidade de meses no topo da lista: oito, no total, sendo sete consecutivamente. O músico chegou o pico da compilação em janeiro com "Adrenalina", terminando seu desempenho em setembro seguinte com "As Lembranças Vão na Mala". A cantora compatriota Ivete Sangalo atingiu o número um da classificação através de sua parceria com Santana, "Química do Amor", em fevereiro e março. O único profissional internacional da música no cume da parada foi o estado-unidense Bruno Mars com "Talking to the Moon", em agosto. As canções que permaneceram mais tempo na colocação inicial da Brasil Hot 100 Airplay, ambas com três meses no posto principal, foram "Amar Não É Pecado", de Santana, de maio até julho; e "Ai Se Eu Te Pego", de Michel Teló, de outubro até dezembro, terminando a trajetória anual das obras mais tocadas no Brasil.

## Histórico
| Mês       | Canção                      | Artista(s)                   | Ref.  |
| --------- | --------------------------- | ---------------------------- | ----- |
| Janeiro   | "Adrenalina"                | Luan Santana                 | [ 2 ] |
| Fevereiro | "Química do Amor"           | Luan Santana e Ivete Sangalo | [ 2 ] |
| Março     | "Química do Amor"           | Luan Santana e Ivete Sangalo | [ 2 ] |
| Abril     | "Um Beijo"                  | Luan Santana                 | [ 3 ] |
| Maio      | "Amar Não É Pecado"         | Luan Santana                 | [ 3 ] |
| Junho     | "Amar Não É Pecado"         | Luan Santana                 | [ 4 ] |
| Julho     | "Amar Não É Pecado"         | Luan Santana                 | [ 4 ] |
| Agosto    | "Talking to the Moon"       | Bruno Mars                   | [ 4 ] |
| Setembro  | "As Lembranças Vão na Mala" | Luan Santana                 | [ 5 ] |
| Outubro   | "Ai Se Eu Te Pego"          | Michel Teló                  | [ 6 ] |
| Novembro  | "Ai Se Eu Te Pego"          | Michel Teló                  | [ 6 ] |
| Dezembro  | "Nêga"                      | Luan Santana                 | [ 7 ] |
| Dezembro  | "We Found Love"             | Rihanna part. Calvin Harris  | [ 7 ] |